# Lethogoleos andersoni
Lethogoleos andersoni är en fiskart som beskrevs av Mccosker och Böhlke 1982. Lethogoleos andersoni ingår i släktet Lethogoleos och familjen Ophichthidae. Inga underarter finns listade i Catalogue of Life.